# 試製四式重迫撃砲
試製四式重迫撃砲（ハト）（しせいよんしきじゅうはくげきほう）とは、大日本帝国陸軍の試作自走重迫撃砲。第二次世界大戦末期の1944年に開発されたが、採用には至らなかった。

## 概要
陸軍は1943年〜1944年にかけて制式化されたばかりの三式三十糎迫撃砲を搭載する自走迫撃砲を計画した。秘匿名称「ハト」と名づけられた新型自走迫撃砲の車台には四式中型装軌貨車が使用され、4輌が試作された。1944年〜1945年にかけて陸軍士官学校でハト車の実用試験が行われたが戦力化されないうちに終戦となり、実戦に参加することはなかった。
三式三十糎迫撃砲は最大射程が3,145m、砲弾の重さは170kgあった。砲身の重量は1.5t近くもあり、これを制御するのは非常に困難なため砲身の俯仰角度は50度で一定だった。射程の変更は弾薬量の調整によって行われた。
ハト車の開発と同時期に陸軍は噴進砲(ロケット砲)の実用化に成功したため、コスト面・運用面で噴進砲に劣るハト車は存在が疑問視されていた。また、大型の砲弾を使用するためには専用の補給車輌を生産せねばならないなどの欠点が存在した。加えて資材難から大量整備は行われなかった。

## 構造
砲は車体後半部のほとんどを占めた。移動時、砲は運行姿勢をとった。車体後半の積載部にガイドレールが設けられており、砲の台座がこの上を滑動して、運行姿勢と射撃姿勢をとるための砲の移動を行った。運行時には操縦室上面のトラベリングクランプと砲が固定された。射撃時には砲は車体から地面へと着座し、台座の下に倒されていた支持柱が起こされて砲と連結された。射撃時の反動は、大部分が地面に固定された砲の床板が受け止めた。
30cmという大口径砲であるために人力では給弾が著しく困難である。弾量170kgの榴弾を、スムーズに高さ数mの砲口に持ち上げるには揚弾機と装填機が必要であった。揚弾機は榴弾を巻き揚げるものである。迫撃砲の上面に、後尾から砲前面までガイドレールが設けられ、このガイドに榴弾が支えられて揚弾された。揚弾された榴弾は、砲口と揚弾機を、ギア操作でスイング式に上下可動する装填機に移され、砲口から装弾された。射撃時には装填機は揚弾位置へ上げられた。
砲の方向射界は左右各3.5度である。迫撃砲であるためライフリングは無い。しかし大重量の榴弾を初速189.3m/sで撃ち出すために、駐退器と復座器を2本ずつ対称に装備した。作動は駐退が水圧、復座が水・気圧による。打込駐鋤で砲の床板を固定するために急速な射撃陣地の移動や射撃方向の転換はできなかった。
ジャイロ効果を持たない有翼弾ながら、榴弾の弾道特性はおおむね良好であった。

## 登場作品
『R.U.S.E.』
日本の自走砲として登場。